# 35286 Такаоакіхіро
35286 Такаоакіхіро (35286 Takaoakihiro) — астероїд головного поясу, відкритий 14 жовтня 1996 року.
Тіссеранів параметр щодо Юпітера — 3,343.
Названо на честь Такао Акіхіро (яп. たかお・あきひろ(高尾) такао акіхіро).